# Eric Larsson
Jan Eric Anton Larsson (Gävle, 15 de julio de 1991), más conocido como Eric Larsson, es un futbolista sueco que juega de defensa en el Lillestrøm SK de la Eliteserien.

## Trayectoria
Larsson comenzó su carrera deportiva en el Gefle IF en 2010, equipo que abandonó en 2012 por el GIF Sundsvall.

### Malmö
En 2017, y tras ser nominado mejor defensa de la Allsvenskan, fichó por el Malmö FF.

## Selección nacional
Larsson fue internacional sub-17 con la selección de fútbol de Suecia.

## Clubes
| Club           | País    | Año       |
| -------------- | ------- | --------- |
| Gefle IF       | Suecia  | 2010-2012 |
| GIF Sundsvall  | Suecia  | 2013-2017 |
| Malmö FF       | Suecia  | 2018-2022 |
| O. F. I. Creta | Grecia  | 2022-2024 |
| Lillestrøm SK  | Noruega | 2024-     |

## Palmarés

### Títulos nacionales
| Título         | Club     | País   | Año  |
| -------------- | -------- | ------ | ---- |
| Allsvenskan    | Malmö FF | Suecia | 2020 |
| Allsvenskan    | Malmö FF | Suecia | 2021 |
| Copa de Suecia | Malmö FF | Suecia | 2022 |